# 이다촌 (시마네현)
이다촌(井田村)은 시마네현 니마군에 설치되었던 촌이다. 현재의 오다시에 해당한다.